# Arquitectura naíf

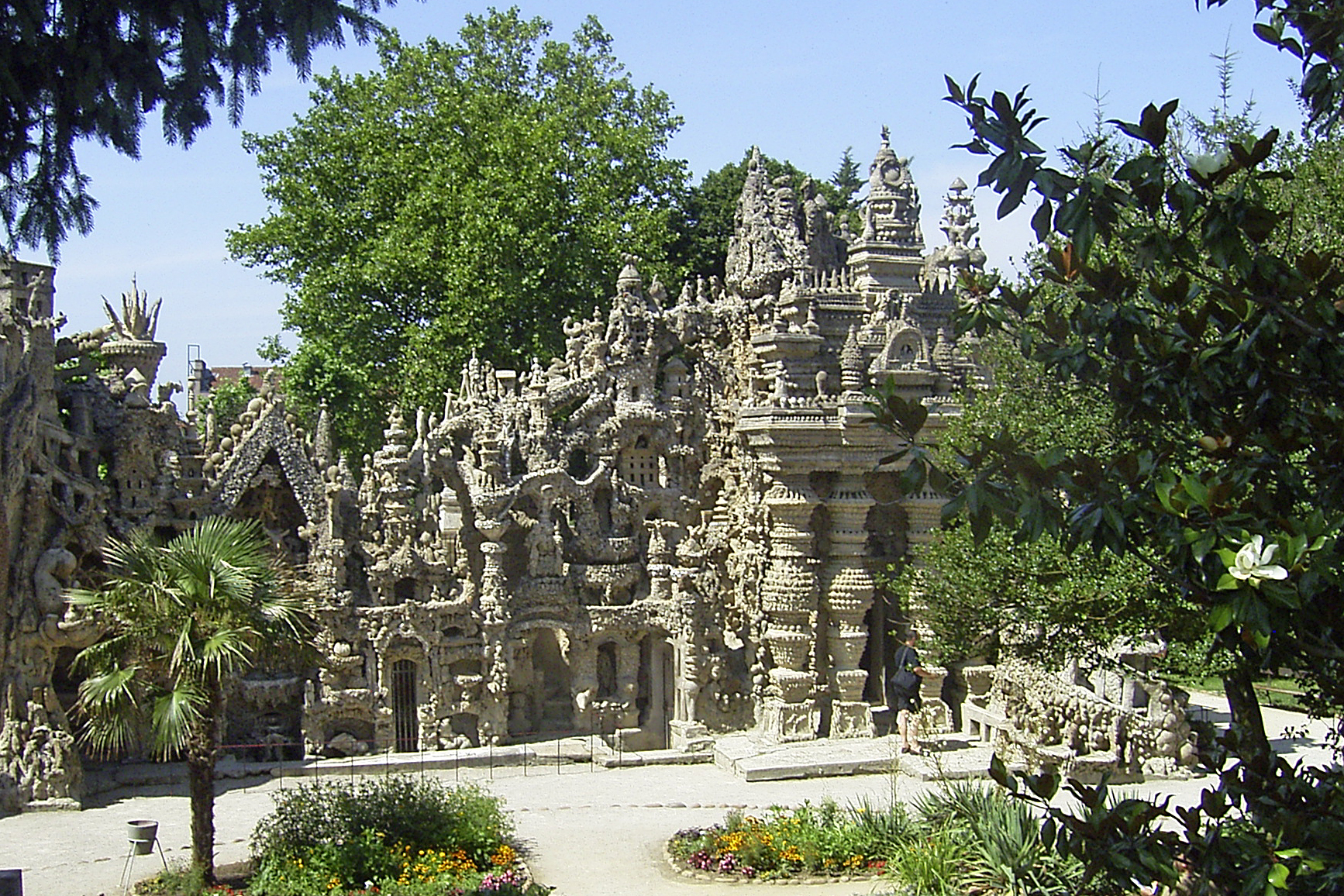
El Palacio Ideal, obra de Ferdinand Cheval en Hauterives, Francia.

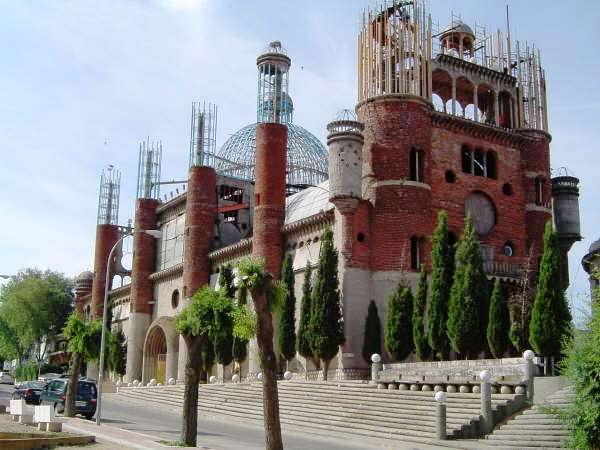
La Catedral de Justo, obra de Justo Gallego Martínez en Mejorada del Campo, España.

La arquitectura naíf, también denominado paisajismo visionario o entorno visionario, hace alusión a aquellas construcciones realizadas por autodidactas sin formación académica o artística que edifican una estructura, generalmente de talla monumental, al aire libre y sin una función específica, a partir de una visión subjetiva, personal y marginal. Es habitual que para este tipo de arquitectura se empleen elementos reciclados y residuos, así como ladrillo, cemento y otros materiales de construcción de bajo costo.
El carácter espontáneo de estas realizaciones está estrechamente vinculado con el arte naíf y el arte marginal o art brut. El paisajismo visionario suscita una mezcla de rechazo y admiración; por un lado, los críticos de arte reprochan la falta de conocimiento del artista para realizar tales construcciones, a menudo cargadas de fallos estructurales o la aparente ausencia de estética, mientras que otros aplauden la fuerte carga emocional y simbólica ofrecida por sus creadores, quienes pasan años en completar una obra con sus propias manos.

## Ejemplos de entornos visionarios

### En América
- Las Pozas, de Edward James, en Xilitla (México);[6]
- La Escalera de Selarón, de Jorge Selarón, en Río de Janeiro (Brasil);[7]
- El Castillo Midlothian o las Cabezas gritonas, de Peter Camani, en Burk's Falls (Canadá).[8]

#### En Estados Unidos
- El Castillo de Coral, de Edward Leedskalnin, en Homestead (Florida);[9]
- El Castillo Bishop, de Jim Bishop, en Pueblo (Colorado);[10]
- Las Torres Watts, de Simon Rodia, en Los Ángeles (California);[11]
- El Jardín del Edén, de Samuel P. Dinsmoor, en Lucas (Kansas);[12]
- El Jardín del Paraíso, de Howard Finster, en Summerville (Georgia);[13]
- El Forevertron, de Tom Every, en Sumpter (Wisconsin);[14]
- El Randyland, de Randy Gilson, en Pittsburgh (Pensilvania);[15]
- La Casa de los Espejos, de Clarence Schmidt, en Woodstock (Nueva York);[16]
- El Pasaquan, de Eddie Owens Martin, en Buena Vista (Georgia);[17]
- Los Jardines Mágicos de Filadelfia, de Isaiah Zagar, en Filadelfia (Pensilvania);[18]
- La Bombilla de Albany, obra de varios artistas, en Albany (Nueva York);[19]
- La Montaña de la Salvación, de Leonard Knight, en Condado de Imperial (California);[20]
- El Arca, de Kea Tawana, en Newark (Nueva Jersey);[21]
- El Cementerio the Mindfield, de Billy Tripp, en Brownsville (Tennessee);[22]
- El Parque Whirligig, de Vollis Simpson, en Lucama (Carolina del Norte);[23]
- La Mollie Jenson’s Art Exhibit, de Mollie Jenson, en River Falls (Wisconsin);[24]
- El Mary Nohl Art Environment, de Mary Nohl, en Fox Point (Wisconsin);[25]
- El Pueblo Botella o Grandma Prisbrey's Bottle Village, de Tressa "Grandma" Prisbrey, en Simi Valley (California).[26]

### En Asia
- El Jardín de Rocas, de Nek Chand, en Chandigarh (India);[27]
- La pensión Hằng Nga, de Đặng Việt Nga, en Đà Lạt (Vietnam);[28]
- El Parque Buda, de Bunleua Sulilat, en Vientián (Laos);[29]
- El Dai Heiwa Kinen Tō en Tondabayashi (Japón);[30]
- El Santuario de la Verdad, de Lek Viriyaphan, en Pattaya (Tailandia);[31]
- La Sala Keoku, de Bunleua Sulilat, en Nong Khai (Tailandia).[32]

### En Europa
- El Jardín del Tarot, de Niki de Saint Phalle, en Capalbio (Italia);[33]
- El Parque de los monstruos, de Pirro Ligorio, en Bomarzo (Italia);[34]
- La Kunststätte Bossard, de Johann Michael Bossard, en Jesteburgo (Alemania);[35]
- La Torre de Eben-Ezer, de Robert Garcet, en Bassenge (Bélgica);[36]
- La Casa Junker o Junkerhaus, de Karl Junker, en Lemgo (Alemania);[37]
- El Centro de Jardinería de la Rectoría, de Kevin Duffy, en Ashton-in-Makerfield (Reino Unido);[38]
- La Casa Kirilov, de Serguéi Kirilóv, en Kunara (Rusia);[39]
- El Parque Weinreben, de Bruno Weber, en Zúrich (Suiza).[40]

#### En España
- La Catedral de Justo, de Justo Gallego Martínez, en Mejorada del Campo (Madrid);[41]
- El Pequeño Museo del Mar, de Manfred Gnadinger, en Camariñas (Galicia) - destruido durante el desastre del Prestige en 2002;[42]
- La Casa de las Conchas, de José Ramón Gallego, en Tazones (Asturias);[43]
- La Casa de la Piedra, de Antonio Aguilera Ruedas, en Porcuna (Andalucía);[44]
- El Laberinto de Argelaguer, de Josep Pujiula, en Argelaguer (Cataluña);[45]
- El Laberinto Mágico de Rocaviva, de Climent Olm Campí, en Mussa (Cataluña);[46]
- El Bosc de Can Ginebreda, de Xicu Cabanyes, en Porqueras (Cataluña);[47]
- El Jardín de Peter, de Peter Buch, en Puebla de Benifasar (Comunidad Valenciana);[48][49]
- La Casa Museo de Salaguti, de Carlos Salazar Gutiérrez "Salaguti", en Sasamón (Castilla y León);[50]
- Los Murales de la Pinturitas, de María Ángeles Fernández Cuesta, en Arguedas (Navarra).[51]

#### En Francia
- La Casa de los Osos en Veules-les-Roses (Sena Marítimo);[52]
- El Palacio Ideal, de Ferdinand Cheval, en Hauterives (Drôme);[53]
- La Casa de los Aviones, de Arthur Vanabelle, en Steenwerck (Norte);[54]
- La Casa de Pequeña París, de Marcel Dhièvre, en Saint-Dizier (Alto Marne);[55]
- La Iglesia de San Quintín, del sacerdote Paul Amédé Lecoutre, en Wirwignes (Paso de Calais);[56]
- La Iglesia Viva y Parlante, del sacerdote Victor Paysant, en Ménil-Gondouin (Orne);[57]
- La Casa de aquella que pinta o Casa-Taller, de Danielle Jacqui, en Roquevaire (Bocas del Ródano);[58]
- La Casa Azul, de Euclide Da Costa Ferrera, en Dives-sur-Mer (Calvados);[59]
- La Casa esculpida de l'Essart, de Jacques Lucas, cerca de Rennes (Ille y Vilaine);[60]
- El Jardín Rosa Mir, de Jules Senis-Mir, en Lyon (Ródano);[61]
- El Jardín de la Luna Rossa, obra de varios artistas, en Caen (Calvados);[62]
- La Villa de las Cien Miradas la Casa del Fado, de Victor Grassi, en Montpellier (Hérault);[63]
- La Casa Picassiette, de Raymond Isidore, en Chartres (Eure y Loir);[64]
- El Jardín de los Moluscos o el Jardín de las Maravillas, de Bohdan Litnianski, en Viry-Noureuil (Aisne);[65]
- El Jardín de Nosotros Dos, de Charles Billy, en Civrieux-d'Azergues (Ródano);[66]
- La Catedral, de Jean Linard, en Neuvy-Deux-Clochers (Cher);[67]
- La Casa de los campos, de Robert Tatin, en Cossé-le-Vivien (Mayenne);[68]
- La Hélice Terrestre, de Jacques Warminski, en Gennes-Val-de-Loire (Maine y Loira).[69]

### Otros lugares
- La Casa del Búho, de Helen Martins, en Nieu-Bethesda (Sudáfrica).[70][71]